# Oxyanthus unilocularis
Oxyanthus unilocularis är en måreväxtart som beskrevs av William Philip Hiern. Oxyanthus unilocularis ingår i släktet Oxyanthus och familjen måreväxter. Inga underarter finns listade i Catalogue of Life.